# Colette Passemard
Colette Passemard, coniugata Ponchet (Ussel, 6 gennaio 1946), è un'ex cestista francese.

## Carriera
Con la Francia ha disputato i Campionati mondiali del 1971 e sei dei Campionati europei (1966, 1968, 1970, 1972, 1974, 1976).